# كينيدي وونغ
كينيدي وونغ (بالصينية: 黃英豪) هو قاضي صلح ‏ وكاتب عدل ‏ وسياسي صيني، ولد في 23 فبراير 1963 في هونغ كونغ في الصين. حزبياً، نشط في New Century Forum ‏. وقد انتخب عضو في اللجنة الوطنية لجمهورية الصين الشعبية خلال فترته النيابية ‏ وانتخب عضو المجلس التشريعي المؤقت ‏.